# Vassiliy Levit
Vassiliy Levit (n. 24 februarie 1988, Fёdorov⁠(d), Fiodorovski selsovet⁠(d), RSS Kazahă, URSS) este un boxer ce a reprezentat Kazahstan, medaliat olimpic. A participat la 2 ediții ale Jocurilor Olimpice (2016, 2020) în care a câștigat o medalie de argint.